# العلاقات الدومينيكية الساموية
العلاقات الدومينيكية الساموية هي العلاقات الثنائية التي تجمع بين دومينيكا وساموا.

## مقارنة بين البلدين
هذه مقارنة عامة ومرجعية للدولتين:
| وجه المقارنة                                              | دومينيكا              | ساموا                        |
| --------------------------------------------------------- | --------------------- | ---------------------------- |
| المساحة (كم2)                                             | 751                   | 2.84 ألف                     |
| عدد السكان (نسمة)                                         | 73.92 ألف             | 196.44 ألف                   |
| الكثافة السكانية (ن./كم²)                                 | 9.84 ألف              | 69.17                        |
| العاصمة                                                   | روسو                  | أبيا                         |
| اللغة الرسمية                                             | لغة إنجليزية          | لغة إنجليزية، اللغة الساموية |
| العملة                                                    | دولار شرق الكاريبي    | تالا ساموي                   |
| الناتج المحلي الإجمالي (بليون دولار)                      | 562.54 مليون          | 856.63 مليون                 |
| الناتج المحلي الإجمالي (تعادل القوة الشرائية) بليون دولار | 789.63 مليون          | 1.15 مليار                   |
| الناتج المحلي الإجمالي الاسمي للفرد دولار أمريكي          | 7.12 ألف              | 3.94 ألف                     |
| الناتج المحلي الإجمالي للفرد دولار أمريكي                 | 10.88 ألف             | 5.79 ألف                     |
| مؤشر التنمية البشرية                                      | 0.724                 | 0.702                        |
| رمز المكالمات الدولي                                      | +1767                 | +685                         |
| رمز الإنترنت                                              | .dm                   | .ws                          |
| المنطقة الزمنية                                           | 00، توقيت أطلنطي موحد | ت ع م+13:00                  |

## منظمات دولية مشتركة
يشترك البلدان في عضوية مجموعة من المنظمات الدولية، منها:
| علم المنظمة | اسم المنظمة                                 | تاريخ انضمام دومينيكا | تاريخ انضمام ساموا |
| ----------- | ------------------------------------------- | --------------------- | ------------------ |
|             | مؤسسة التنمية الدولية                       | 29 سبتمبر 1980        | 28 يونيو 1974      |
|             | يونسكو                                      | 9 يناير 1979          | 3 أبريل 1981       |
|             | وكالة ضمان الاستثمار متعدد الأطراف          | 7 أكتوبر 1991         | 27 سبتمبر 2002     |
|             | الأمم المتحدة                               | 18 ديسمبر 1978        | 15 ديسمبر 1976     |
|             | مجموعة دول أفريقيا والكاريبي والمحيط الهادئ | ?                     | ?                  |
|             | دول الكومنولث                               | ?                     | ?                  |
|             | الاتحاد البريدي العالمي                     | ?                     | ?                  |
|             | البنك الدولي للإنشاء والتعمير               | 29 سبتمبر 1980        | 28 يونيو 1974      |
|             | الاتحاد الدولي للاتصالات                    | 28 أكتوبر 1996        | 7 أكتوبر 1988      |
|             | منظمة حظر الأسلحة الكيميائية                | ?                     | ?                  |
|             | مؤسسة التمويل الدولية                       | 29 سبتمبر 1980        | 28 يونيو 1974      |
|             | منظمة التجارة العالمية                      | ?                     | ?                  |
|             | تحالف الدول الجزرية الصغيرة                 | ?                     | ?                  |
|             | منظمة الشرطة الجنائية الدولية               | ?                     | ?                  |